# Roger of Leicester (Richter)
Roger of Leicester († nach 1. Februar 1296) war ein englischer Richter.

## Herkunft
Die Herkunft von Roger of Leicester ist ungeklärt. Entgegen seinem Beinamen gibt es nur wenige Hinweise auf eine Verbindung von ihm zu der Stadt Leicester oder nach Leicestershire. Als Richter erwarb er vor allem in Cambridgeshire Landbesitz. Da er auch Besitz bei Swaffham Bulbeck und Little Wilbraham besaß, war er wahrscheinlich ein Verwandter von Master Roger of Leicester, der von 1259 bis mindestens 1264 Offizial von Hugh of Balsham, dem Bischof von Ely war. Dieser Master Roger war 1261 Besitzer von Stow und Wilbraham in Cambridgeshire.

## Aufstieg und Tätigkeit als Richter
Roger of Leicester war Kleriker und diente als Schreiber an den Gerichten in Westminster. 1262 wurde er zum Keeper of the Writs and Rolls des Common Bench ernannt. Dieses Amt hatte er bis Juni 1276 inne. Zwischen 1265 und 1275 erwarb er Stück für Stück die Ländereien des zuvor aufgeteilten Gutes von Little Linton. Vermutlich war er auch der Roger of Leicester, der am 26. Dezember 1268 zum Rektor von Bideford ernannt wurde. 1276 wurde er zum Richter am Common Bench ernannt. Als Richter war er zunächst unter Chief Justice Roger of Seaton und dann unter dessen Nachfolger Thomas Weyland tätig. Dabei leitete er nachweislich als alleiniger Richter 1276 und 1287 Prozesse, dazu war er 1287 gemeinsam mit Ellis of Beckingham als Richter tätig. Vor 1281 konnte er weiteren Landbesitz bei Swaffham Prior und 1285 bei Cheveley erwerben.

## Entlassung und Bestrafung
Nachdem König Eduard I. nach einem mehrjährigen Aufenthalt in seinen französischen Besitzungen 1289 nach England zurückkehrte, wurden gegen zahlreiche Richter Beschwerden vorgebracht. Roger of Leicester wurde vor dem 20. Januar 1290 zusammen mit Chief Justice Weyland und den Richtern John de Lovetot und William Brompton entlassen. Er wurde kurzzeitig im Tower of London inhaftiert. Der König erklärte ihn mitschuldig, dass er 1288 Vergehen von Weyland geduldet hätte, und verurteilte ihn zur Zahlung einer hohen Geldstrafe. Die Höhe dieser Strafe ist unbekannt, doch vermutlich zahlte Roger of Leicester zwischen dem 12. Mai 1290 und dem 1. Februar 1296 insgesamt 500 Mark an die Krone.